# 徐庆培
徐庆培（韓語：서경배, 1963年1月14日—）本貫利川徐氏，是一位韩国企业家。

## 生平
1963年出生于韩国，毕业于延世大学和康奈尔大学S·C·约翰逊管理研究院。1987年加入家族公司爱茉莉太平洋负责业务拓展。2013年担任集团董事长。

## 荣誉
- 2006年获得法國榮譽軍團軍官勳章
- 2014年《福布斯》韩国富豪榜第五名
- 2015年被《福布斯》亚洲评为最佳企业家
- 2017年被《哈佛商业评论》和欧洲工商管理学院商学院评为全球第二十位，亚洲第二位最佳表现企业家[3]

## 家庭
已婚有两个孩子，生活在首尔。

## 慈善
2016年成立徐庆培科学基金会，2017年向14位科学家颁发15亿至25亿韩元的奖金。